# Pfarrkirche Klaus an der Pyhrnbahn

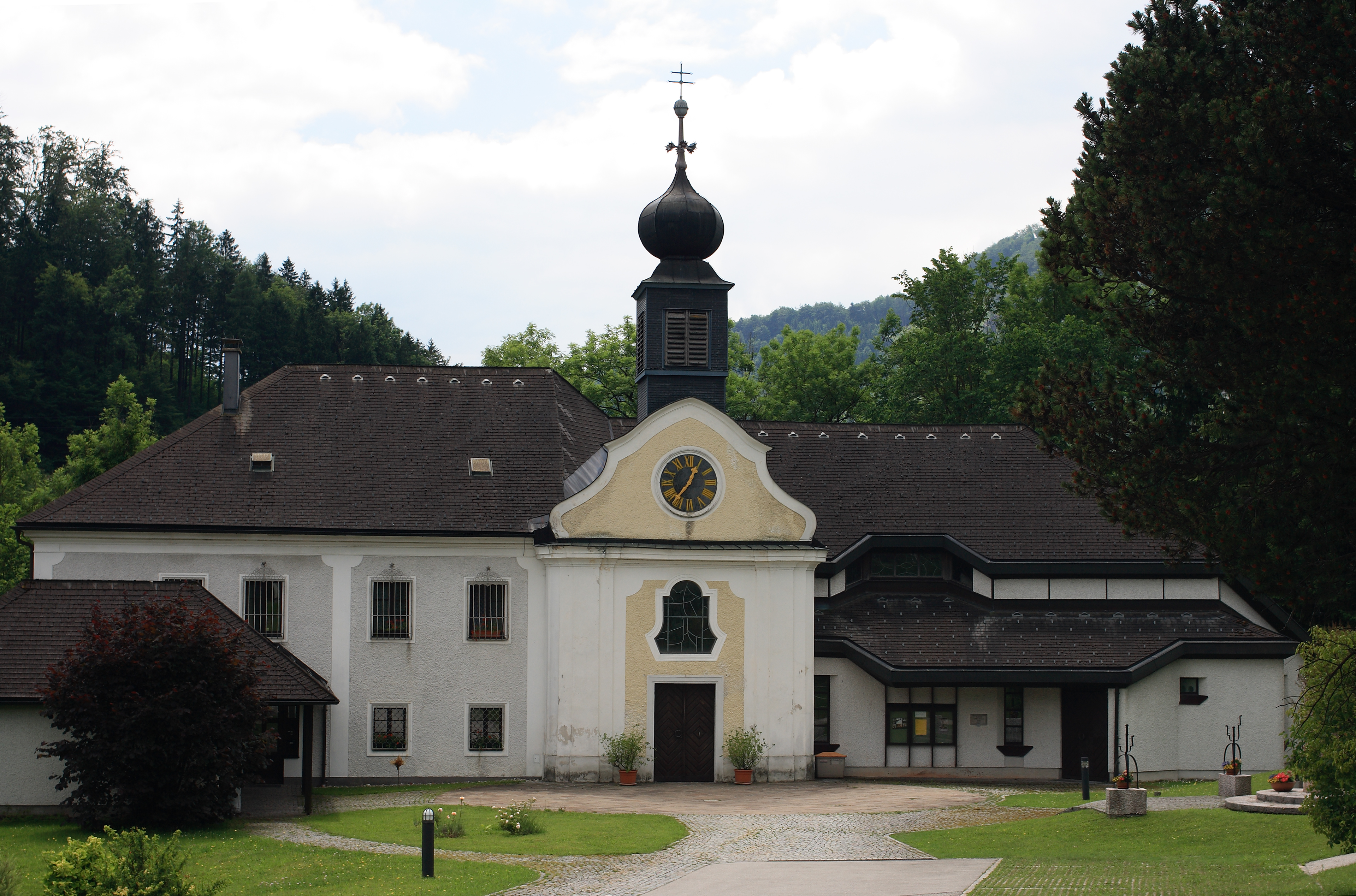
Katholische Pfarrkirche Gedächtnis der Schmerzen Mariens in Klaus an der Pyhrnbahn

Die römisch-katholische Pfarrkirche Klaus an der Pyhrnbahn steht in der Gemeinde Klaus an der Pyhrnbahn im Bezirk Kirchdorf in Oberösterreich. Sie ist dem Gedenktag Gedächtnis der Schmerzen Mariens geweiht und gehört zum Dekanat Windischgarsten in der Diözese Linz. Die Kirche steht unter Denkmalschutz (Listeneintrag).

## Lagebeschreibung
Die Pfarrkirche bildet einen Baukomplex mit dem Pfarrhof und liegt mitten im Ort.

## Geschichte
Die Pfarre Klaus entstand 1673 durch Herauslösung aus dem Pfarrgebiet von Kirchdorf. Der Pfarrhof mit der Kapelle wurde in den Jahren 1727 bis 1731 errichtet und in den Jahren 1947 und 1948 erweitert. Durch die Lage der Kapelle mitten im Ort verlor die Bergkirche Klaus an Bedeutung und dient seither hauptsächlich als Hochzeits- und Begräbniskirche.
Ab 1982 wurde der bereits länger gehegte Plan, die bisherige Kapelle in eine Pfarrkirche umzugestalten, durchgeführt. Für die Planung zeichnete Architekt Gottfried Nobl verantwortlich. Im Jahr 1983 waren die Um- und Zubauten abgeschlossen.
Die feierliche Weihe des Gebäudes als neue Pfarrkirche der Gemeinde Klaus führte ebenfalls 1983 Diözesanbischof Maximilian Aichern durch.

## Kirchenbau

### Kirchenäußeres
Die Kapelle war ursprünglich ein spätbarocker Zentralbau mit vorgeschwungener Nordfassade. Darüber ist ein Dachreiter mit Zwiebelhelm.

### Ausstattung

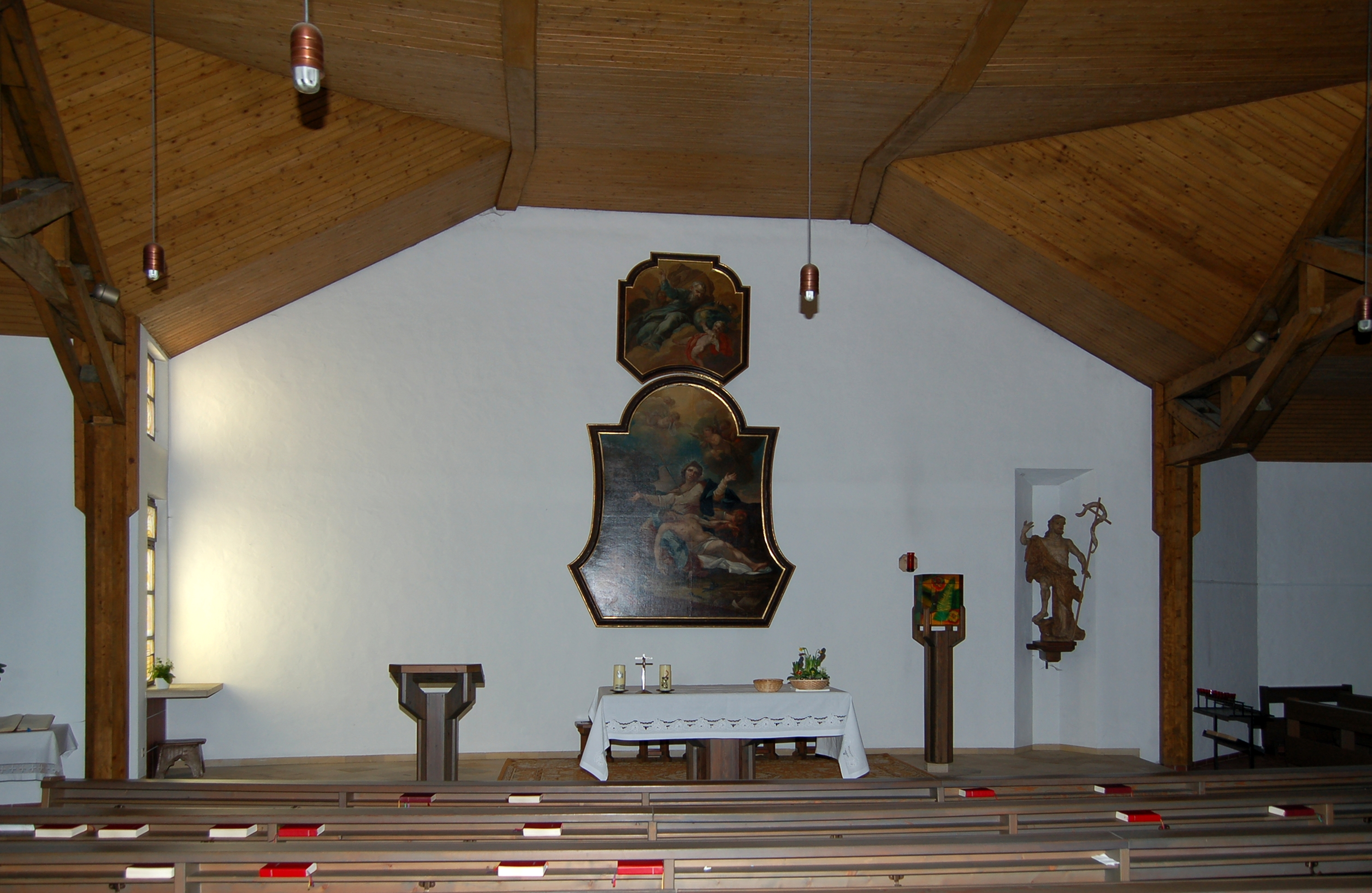
Innenansicht

Das (ehemalige) Hochaltarbild zeigt eine Pietà und wurde im zweiten Viertel des 18. Jahrhunderts von Paul Troger gemalt. Im Altarbereich sind zwei barocke Engel aus dem zweiten Drittel des 18. Jahrhunderts angebracht. Im Pfarrhof ist ein Lavabo von 1646.
Im Zuge des Ausbaus von 1983 wurde eine helle Fichtendecke und olivgrüne Bänke eingebaut. Die Stützkonstruktionen sind in hellem Holz gehalten. Die hohe Dimensionierung des Kirchenraums wurde auf das wertvolle Troger–Bild abgestimmt. Ein Hochaltar war in der neuen Pfarrkirche nicht mehr vorgesehen.
Die bruchlose Raumerweiterung und die halbkreisförmige Anordnung sind eine völlige Erneuerung des bisherigen Raumkonzepts. Die alte, enge Kapelle war auf zwei Bankblöcke reduziert. Die neue Ausstattung des Altarraumes – Altar, Tabernakelschrein und Ambo – wurden in moderner, schlichter Form von Rudolf Kolbitsch gestaltet. Aus der Glaswerkstatt in Schlierbach stammen die neuen Meditationsbilder zum Kreuzweg, ebenfalls nach Entwürfen von Kolbitsch.